# Vézézoux
Vézézoux ist eine französische Gemeinde mit 631 Einwohnern (Stand: 1. Januar 2022) im Département Haute-Loire in der Region Auvergne-Rhône-Alpes. Sie liegt im Arrondissement Brioude und im Kanton Sainte-Florine. 

## Geographie
Vézézoux liegt etwa 46 Kilometer südsüdöstlich von Clermont-Ferrand. Das Gemeindegebiet wird im Süden und Westen vom Fluss Allier berührt. Hier mündet auch sein Zufluss Cé.

### Nachbargemeinden
Umgeben ist Vézézoux von den Nachbargemeinden Jumeaux im Norden, Saint-Jean-Saint-Gervais im Nordosten, Auzon im Süden und Osten, Vergongheon im Süden und Südwesten, Sainte-Florine im Westen sowie Brassac-les-Mines im Westen und Nordwesten.

## Bevölkerungsentwicklung
| Jahr                       | 1962 | 1968 | 1975 | 1982 | 1990 | 1999 | 2006 | 2017 |
| Einwohner                  | 320  | 322  | 312  | 340  | 386  | 407  | 448  | 593  |
| Quellen: Cassini und INSEE |      |      |      |      |      |      |      |      |

## Sehenswürdigkeiten
- Kirche Saint-Mary, ursprünglich aus dem 11. Jahrhundert

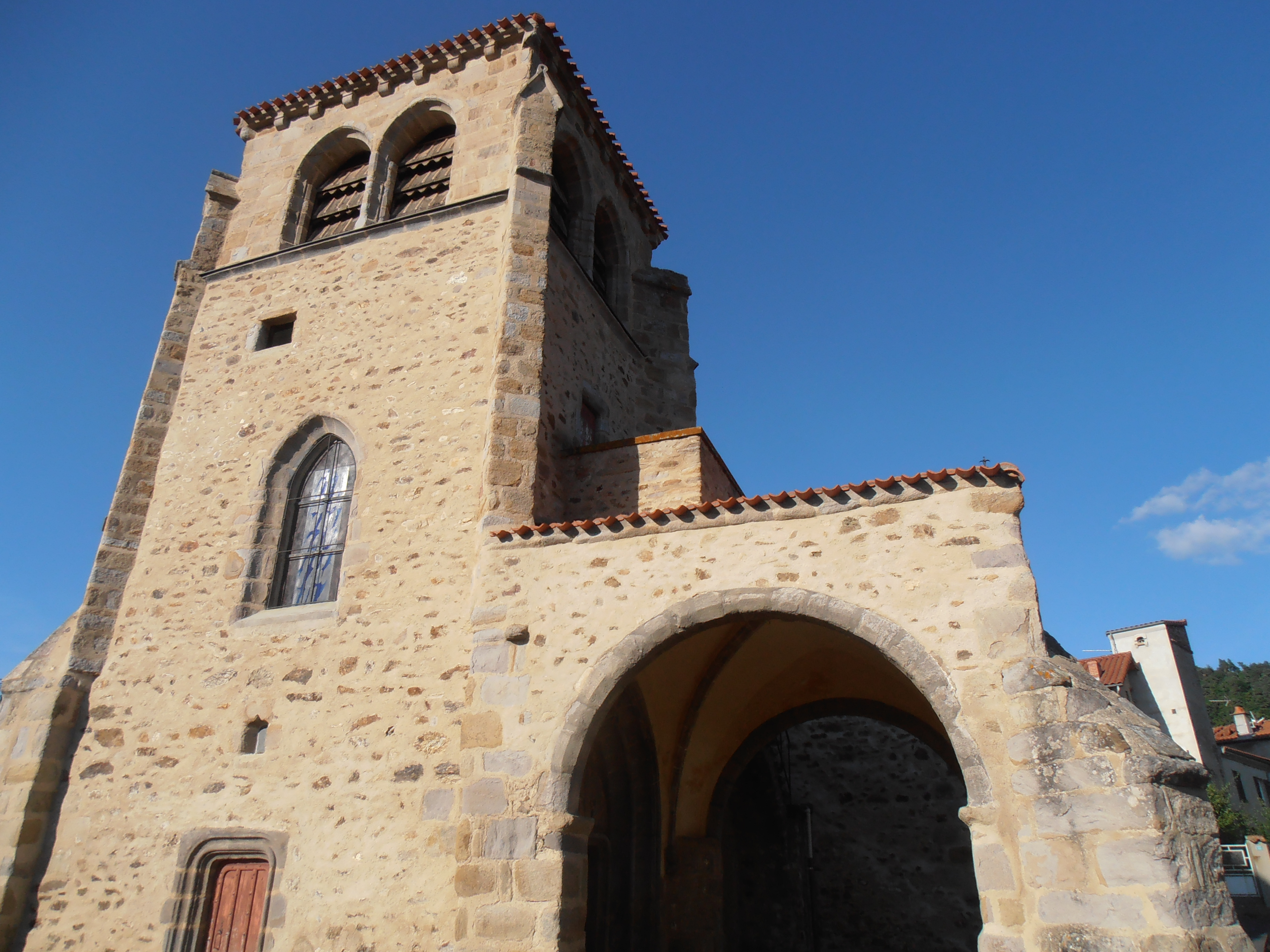
Kirche Saint-Mary

## Persönlichkeiten
- Priest de Clermont (625–676), Bischof der Auvergne (bzw. Clermont-Ferrand)